# Kussharo-See
Der Kussharo-See (jap. 屈斜路湖, Kussharo-ko) ist ein Kratersee im Akan-Nationalpark im Osten von Hokkaidō, der zweitgrößten Insel Japans. Er ist flächenmäßig der sechstgrößte See beziehungsweise der größte Kratersee sowie im Winter der einzige komplett zugefrorene See des Landes. Der Name Kussharo stammt aus dem Ainu. Es existiert ein Mythos über das Seeungeheuer Kusshie (Kofferwort aus Kussharo und Nessie), das im Kussharo-See leben soll.

## Lage
Der Kussharo-See liegt in der Unterpräfektur Kushiro auf Hokkaidō und ist durch die Nationalstraße 243 erreichbar. Diese erstreckt sich über den gesamten südwestlichen Teil des Sees und führt von dort aus weiter über den Bihoro-Pass nach Bihoro beziehungsweise von Westen kommend nach Teshikaga. Westlich des Sees verläuft die Präfekturstraße 52, die die Nationalstraße 243 nach Kawayuonsen, wo es Verbindung zur Nationalstraße 391, sowie eine Verbindung zur Bahnhaltestelle Kawayuonsen gibt, verbindet. Von dort aus geht die Straße weiter nach Westen zum Mashū-See, führt an dessen Küste entlang und endet erneut in der Nationalstraße 243, jedoch weiter südöstlich als der Anfang.

## Geographie und Chemie

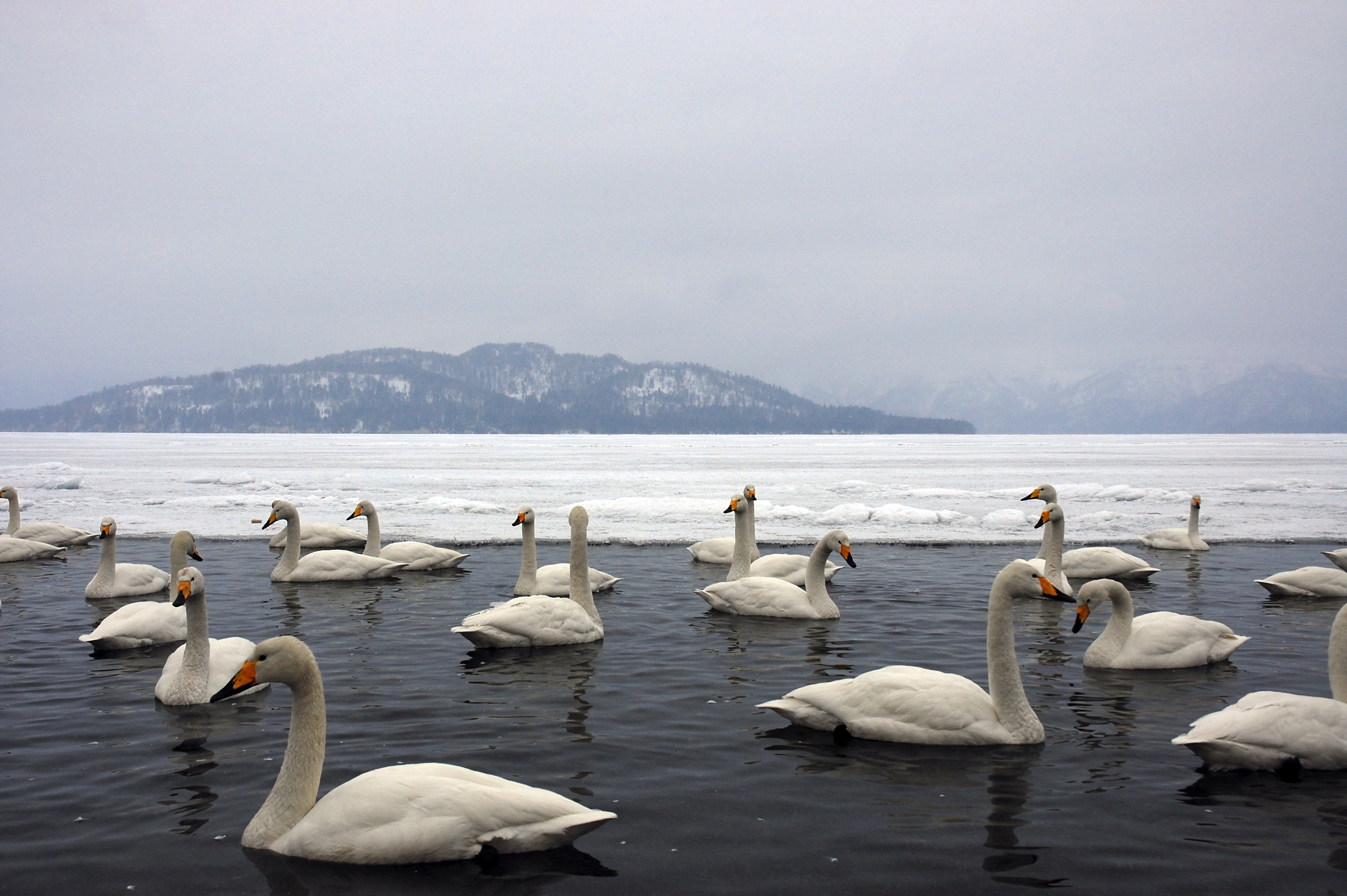
Singschwäne mit dem Vulkan Nakajima im Hintergrund

Den Mittelpunkt des Kussharo-Sees bildet der Schichtvulkan Nakajima, aus dem vulkanisches Gas austritt und den See sauer macht. Dadurch können, mit Ausnahmen von durch Strömen stark belastete Bereiche, im Kussharo-See bestimmte Fische leben. Regenbogenforellen wurden künstlich im Kussharo-See ausgesetzt und sind dem leicht sauren See resistent. Singzikaden wurden 1951 entdeckt und werden heute von der Regierung beschützt. Auch der Singschwan wanderte in den Kussharo-See ein.
Am Ufer befinden sich zahlreiche natürlich erhitzte Quellen und Sandstrände. Von der Wakoto-Halbinsel bis zum See kommen häufig schwefelhaltige Winde vor.
Der Kussharo-See hat eine Fläche von 79,5 Quadratkilometern und ein Volumen von 2,25 Kubikkilometern. Der Umfang beläuft sich auf 57 Kilometer und der See hat eine Wassertiefe zwischen 28,4 und 118 Meter.

## Zu- und Abflüsse
Der Kussharo-See hat Zuflüsse aus der Atosa, der Amemasu, dem Onnenai, der Shikerepenbetsu, dem Onneshireto, dem Toikoi, dem Meshikimemu, dem Enetokomappu und der Ossappu, die zahlreiche kleine Flüsse sind. Der Kussharo-See hat als Abfluss den Kushiro,
aus dem das Wasser schließlich in den Pazifik mündet.

## Das Seemonster Kusshie
Ähnlich wie im Loch Ness lebt der Mythos, dass ein Seeungeheuer, welches seit 1973 durch die Presse den Namen Kusshie (クッシー, Kushī) trägt, im Kussharo-See sein Unwesen treiben soll.

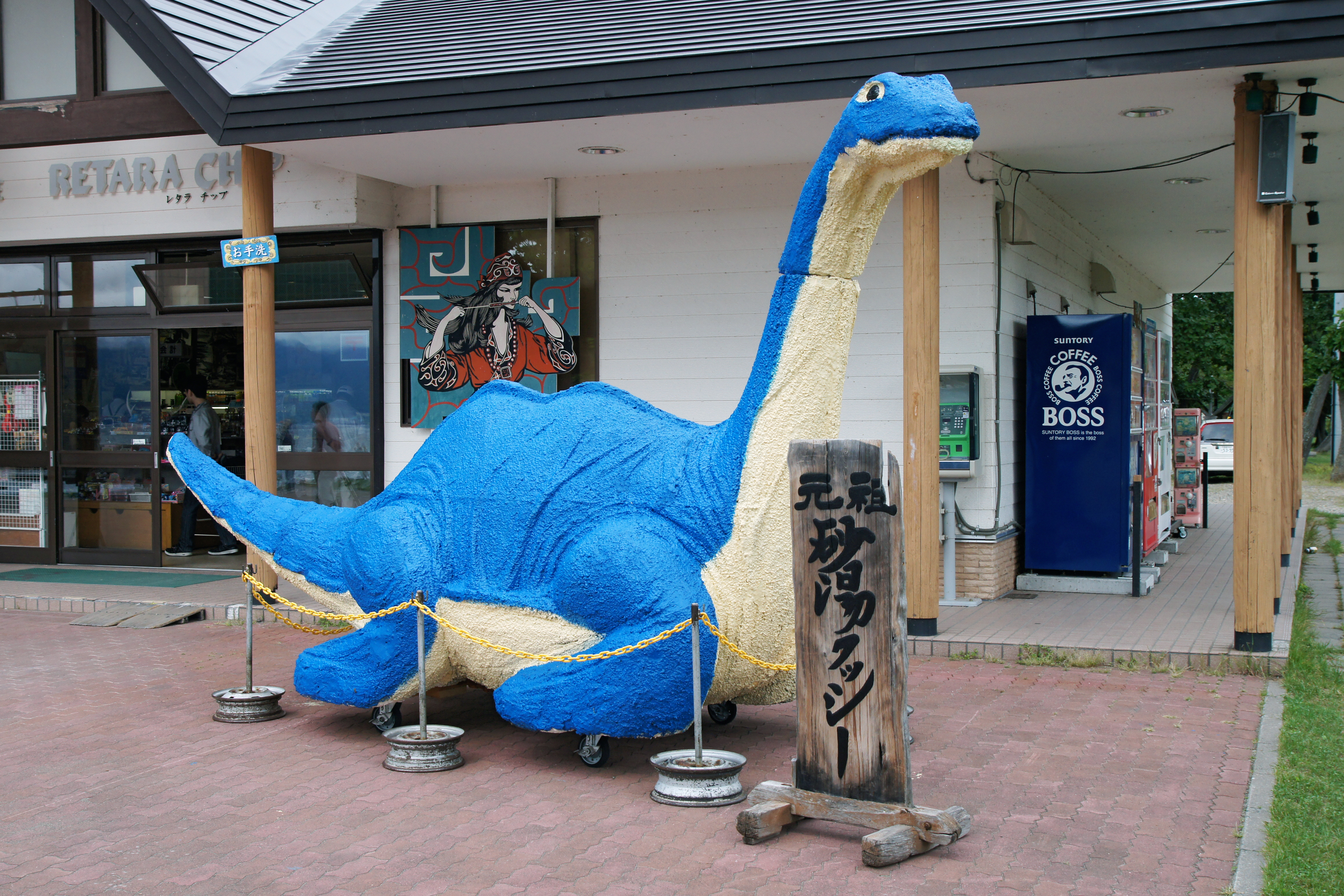
Plastik des Seeungeheuers Kusshie